# Macquarie River (South Esk River)
Der Macquarie River ist ein Fluss im Nordosten des australischen Bundesstaates Tasmanien.

## Geografie

### Flusslauf
Der 189 Kilometer lange Macquarie River entspringt an den Osthängen des Hobgoblin, eines Berges südwestlich des Lake Leake, rund 85 Kilometer südöstlich von Launceston. Von dort fließt er zunächst nach Süden und dann in einem Bogen über Westen nach Nord-Nordwesten um den Mount Connection herum. Bei der Kleinstadt Ross unterquert er den Midland Highway (A1), zudem er fast parallel nach Nord-Nordwesten bis Cressy fließt. Dort biegt er nach Norden ab und mündet bei Longford in den South Esk River.

### Nebenflüsse mit Mündungshöhen
Der Fluss hat folgende Nebenflüsse:
- Tater Garden Creek – 357 m
- Tooms River – 268 m
- Back Run Creek – 254 m
- Kittys Rivulet – 210 m
- Glen Morriston Rivulet – 193 m
- Blackman River – 187 m
- Downs Creek – 180 m
- Tacky Creek – 179 m
- Elizabeth River – 171 m
- Blanchards Creek – 152 m
- Isis River – 150 m
- Lake River – 142 m
- Brumbys Creek – 140 m